# Los jefes (cuento)
Los jefes es un cuento del escritor peruano Mario Vargas Llosa, que fue publicado en febrero de 1957, en forma de separata en la revista Mercurio Peruano. Fue el primer relato que publicó el autor,  que luego pasó a encabezar su colección de cuentos del mismo nombre, publicada en 1959.

## Contexto
El relato  se inspira en un episodio real que vivió el escritor cuando cursaba el 4º año de media en el Colegio San Miguel de Piura, a fines del año 1952; él mismo lo cuenta en su libro de memorias El pez en el agua. Sucedió que el director del colegio, el doctor Marroquín (en la ficción, Ferrufino), decidió arbitrariamente que los exámenes finales no se tomarían según un horario preestablecido, como era costumbre, sino de improviso, de modo que el alumno debía estar preparado en todas las materias o cursos. Ello, como es natural, provocó honda preocupación pues los alumnos temieron salir reprobados en varios cursos. Mario, junto con su gran amigo, el “gordito” Javier Silva (que años después sería ministro de Economía y Finanzas), alborotaron a sus compañeros para rebelarse contra el experimento del director. Celebraron reuniones y una asamblea en la que se nombró una comisión, presidida por Mario, para hablar con el director. Este los recibió en su despacho y escuchó educadamente el pedido de los alumnos de poner horarios a los exámenes. Pero al final el director les hizo saber que su decisión era irrevocable. Entonces, Mario, Javier y otros compañeros planearon una huelga. Una noche decidieron no ir a clases, hasta que se levantara la medida. En la mañana acordada, a la hora de clases, se replegaron al malecón Eguiguren. Pero allí, algunos muchachos, asustados, comenzaron a murmurar que podrían ser expulsados. Se armó una discusión entre los alumnos, y un grupo, al fin, rompió la huelga. Desmoralizados con la deserción, los demás acordaron regresar para las clases de la tarde. Mario fue llevado por el jefe de inspectores a la oficina del director, y como castigo, fue suspendido por siete días. El escritor considera este episodio como el primer brote de una inquietud (podríamos calificarla de social), aunque, como bien lo recuerda todavía, no se interesaba aún en la política.

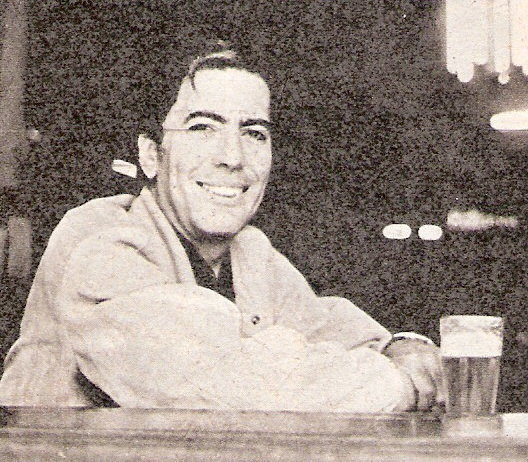
MVLL en 1982.

Años después, cuando Mario era ya estudiante en la Universidad de San Marcos, se presentó a un concurso de cuentos convocado por la Facultad de Letras. Sus dos relatos que presentó estaban ambientados en Piura e inspirados, uno de ellos, «Los jefes», en el intento de huelga en el colegio San Miguel, y el otro, «La casa verde», en el burdel del mismo nombre (1956). Pero no obtuvo ni siquiera una mención y al rescatar el manuscrito, se deshizo de «La casa verde», al considerarlo muy malo (retomaría el tema años más tarde, en una novela), pero el de «Los jefes», «con su aire un tanto épico, en el que se traslucían las lecturas de Malraux y Hemingway», le pareció rescatable, y en los meses siguientes lo rehízo, hasta que le pareció digno de ser publicado. Como era muy largo para el suplemento dominical de El Comercio, lo propuso al historiador César Pacheco Vélez, que dirigía la revista Mercurio Peruano. Pacheco aceptó y lo publicó en febrero de 1957. Dos años después, el relato encabezó un conjunto de cuentos publicado por el autor, ya en formato de libro y que adoptó su nombre.

## Argumento
Narrado en primera persona por uno de sus protagonistas, un estudiante de 1º año de media del Colegio San Miguel de Piura, trata de una rebelión estudiantil contra la decisión del director de no poner orden  a los exámenes finales. Asimismo, trata de la rivalidad del protagonista con Lu, un compañero que le ha desbancado en el liderazgo de la banda de "Los Coyotes". Ambos muchachos se ven obligados a olvidar sus discrepancias para hacer frente al enemigo común, personificado en el director del colegio.  La marcha se disuelve ante la negativa de continuarla de parte de los alumnos de primaria y de los primeros años de secundaria, temerosos de las represalias de las autoridades del colegio.

## Escenarios
La acción se desenvuelve en Piura, una ciudad de la costa norte del Perú. Los escenarios son:
- El patio del Colegio.
- La oficina del director.
- Los espacios urbanos de la ciudad: la plaza Merino, la avenida Sánchez Cerro, el malecón.
- El malecón

## Personajes
- Los “jefes” que encabezan la protesta estudiantil y que cursan el último año de secundaria:
  - El protagonista, que es a la vez el narrador de la historia, un muchacho con cualidades de líder.
  - Lu, alumno, presumiblemente de ascendencia oriental. Es descrito como de frente y boca estrechas, ojos rasgados, la piel hundida en las mejillas y la mandíbula prominente. Obtiene el liderazgo de la banda de los coyotes, tras vencer en una pelea al protagonista.
  - Javier, el amigo más cercano del protagonista, es un alumno muy osado, siempre dispuesto a colaborar.
- Raygada, alumno, vozarrón. Al final quiere llorar al ver fracasada la huelga.
- León, alumno.
- Amaya, alumno.
- Ferrufino, el director del colegio, bajo y rechoncho.
- Los inspectores Gallardo y Romero, encargados de la disciplina del colegio.
- Teobaldo,vendía fruta sobre un  madero al mismo tiempo no le importaba mucho la protesta

## Estructura
El cuento se divide en cinco capítulos o secciones, rotulados con dígitos romanos. 
El relato empieza in media res, es decir ya en pleno clímax de la acción, que viene ser la protesta de los alumnos en el patio del colegio, reclamando la reposición de los horarios de los exámenes. 
Son cuatro los episodios fundamentales: 
- La organización de la huelga.
- La confrontación de los líderes estudiantiles con el director del colegio, quien se niega a reponer los horarios.
- La pugna de poder entre los principales líderes estudiantiles: el protagonista-narrador y Lu.
- El fracaso de la huelga debido a la negativa de un grupo de estudiantes a sumarse a ella.

## Resumenpor secciones
- I .- Aparecen los alumnos de secundaria del colegio protestando en el patio contra la decisión del director Ferrufino de no publicar los horarios de exámenes. El director sale y les increpa por lo que considera una vergüenza; señala además que está consciente de que el alboroto es promovido por un solo alumno (no se sabe si se refiere al narrador-protagonista o a Lu). Raygada sale al frente y pide cortésmente la reposición de los horarios; pero el director no da su brazo a torcer.

- II.- En esta sección se explica la razón de la animadversión del protagonista con Lu: había sido desplazado por este de su liderazgo de su banda (llamada “los coyotes”) tras un duelo a puño limpio. Pero ahora, ante una causa común, el protagonista acepta que Lu sea uno de los líderes de la protesta estudiantil, conjuntamente con él y su amigo Javier. Sin embargo, se da a entender que lo que en el fondo deseaba el protagonista era vengarse buscando la ocasión propicia para dejar mal parado a Lu. Sea como fuese, lo cierto es que convocan a los alumnos a replegarse al malecón. Allí los arengan Javier y el protagonista; luego proponen formar una comisión que debía entrevistarse con el director, mientras que el resto del alumnado debía esperar en la plaza Merino.

- III.- El protagonista, Javier, Lu y Raygada integran la comisión que se entrevista con el director. Este les vuelve a increpar su conducta, a la que califica de rebelión e insurrección. Los ánimos se caldean y Lu se atreve a responderle al director, quien ya enojado, expulsa de su oficina a todos. Los “jefes” retornan a la plaza Merino, donde estaba la concentración de alumnos. Continúan callados su camino por la avenida Sánchez Cerro, silenciosos; el resto de alumnos les siguen.

- IV.- Incómodo ante tanto mutismo, Lu no se contiene y se dirige a los alumnos. Les cuenta cómo el director les humilló y se negó a reponer los horarios; lo acusa de abusivo e incluso de haber pegado anteriormente a un alumno, apellidado Arévalo. De pronto se escucha la voz del protagonista, quien califica de mentira la acusación de Lu, pero este continua su discurso, azuzando a los alumnos a tomar una acción más drástica: una huelga. Nadie debía entrar al colegio hasta que se repusieran los horarios. El protagonista y Javier acuerdan apoyarlo.

- V.- Decidida la huelga, los de cuarto y quinto de secundaria rodean el colegio; Lu y los “coyotes” custodian la puerta trasera. La consigna es no dejar entrar a ningún alumno. Sin embargo, una gran dificultad sería impedir el ingreso del alumnado de primaria. En efecto, ya pasado el mediodía, iniciado el segundo turno (antiguamente se estudiaba mañana y tarde) llegan en tropel los de primaria. Los “jefes” tratan de convencerlos para que se replieguen al río y se dediquen a jugar; muchos aceptan pero otros protestan, temerosos de ser expulsados. De todos modos se impone la voluntad de los mayores y los de primaria se repliegan. Los “jefes” se ven alentados por este triunfo inicial. Enseguida llegan los alumnos de media (primer a tercer año de secundaria), quienes dicen venir a apoyar la huelga, aunque van uniformados y con sus útiles, lo cual causa suspicacia. De todos modos, se reúnen todos y deciden marchar hacia el río; los de  5º van al frente, seguidos por los de media, aunque a paso cansino. Sin embargo, cuando se hallan ya cerca de la plaza Merino, alguien les avisa que en la puerta del colegio se estaba produciendo un lío. La muchedumbre se disgrega y se dirigen a ver lo que sucede. Ven a Lu, junto con los coyotes, armados de garrotes y tratando infructuosamente de contener a un tropel de alumnos de media que intentaban ingresar al colegio. Finalmente la puerta se abre e ingresan a la carrera los alumnos; la huelga culmina así, en fracaso. Lu culpa al resto de los “jefes” por dejarlo solo en la puerta, con un puñado de coyotes; intenta agredir al protagonista y lo reta a otro duelo. Pero los demás los calman, y Lu y el protagonista terminan dándose la mano.[4]

## Vocabulario
- Algarrobo, árbol existente en el Perú desde tiempos remotos. De raíces largas y ramificadas, de tallo leñoso y de hojas perennes y compuestas. Forma bosques a lo largo de los ríos costeños de Tumbes a Lambayeque, y de Ica a Nazca.
- Churre, chiquillo o niño; se usa en la zona norte del Perú, particularmente en Piura.
- Gallinazo, ave carroñera del orden Falconiformes de la familia de los Cathártidos, típica de la costa peruana.
- Jalar, desaprobar a un estudiante en los exámenes.
- Tablada, extensión de terreno, plano y de pequeñas dimensiones.[5]

## Importancia
Este relato es la primera creación literaria de Vargas Llosa que fue publicada. Según palabras del mismo autor: 

Ese cuento prefigura mucho de lo que hice después como novelista: usar una experiencia personal como punto de partida para la fantasía; emplear una forma que finge el realismo mediante precisiones geográficas y urbanas; una objetividad lograda a través de diálogos y descripciones hechas desde un punto de vista impersonal, borrando las huellas de autor y, por último, una actitud crítica de cierta problemática que es el contexto u horizonte de la anécdota.

Así fue la génesis de una formidable creación literaria que más de 50 años después sería galardonada con el Premio Nobel de Literatura.